# S’Arracó
S’Arracó ist eine Ortschaft in der Gemeinde Andratx auf der Baleareninsel Mallorca.

## Lage
S’Arracó liegt etwa 3 Kilometer westlich von Andratx und etwa 5 Kilometer östlich von Sant Elm und dem Mittelmeer. Durch den Ort fließt der Torrent de Sa Font des Bosc.

## Ortsbild
Der vom Tourismus nur wenige berührte kleine Ortskern wird von dem von Spitzbogenfenstern gezierten Turm der Pfarrkirche Sant Crist überragt. Turm und Kirche gehen auf den Anfang des 18. Jahrhunderts zurück. Rund um den Kirchplatz und vornehmlich in der Hauptstraße Carrer França stehen etliche Häuser im neoklassizistischen Stil, sie wurden von Rückkehrern aus Frankreich errichtet, die es dort zu bescheidenem Wohlstand gebracht hatten.

## Wanderwege

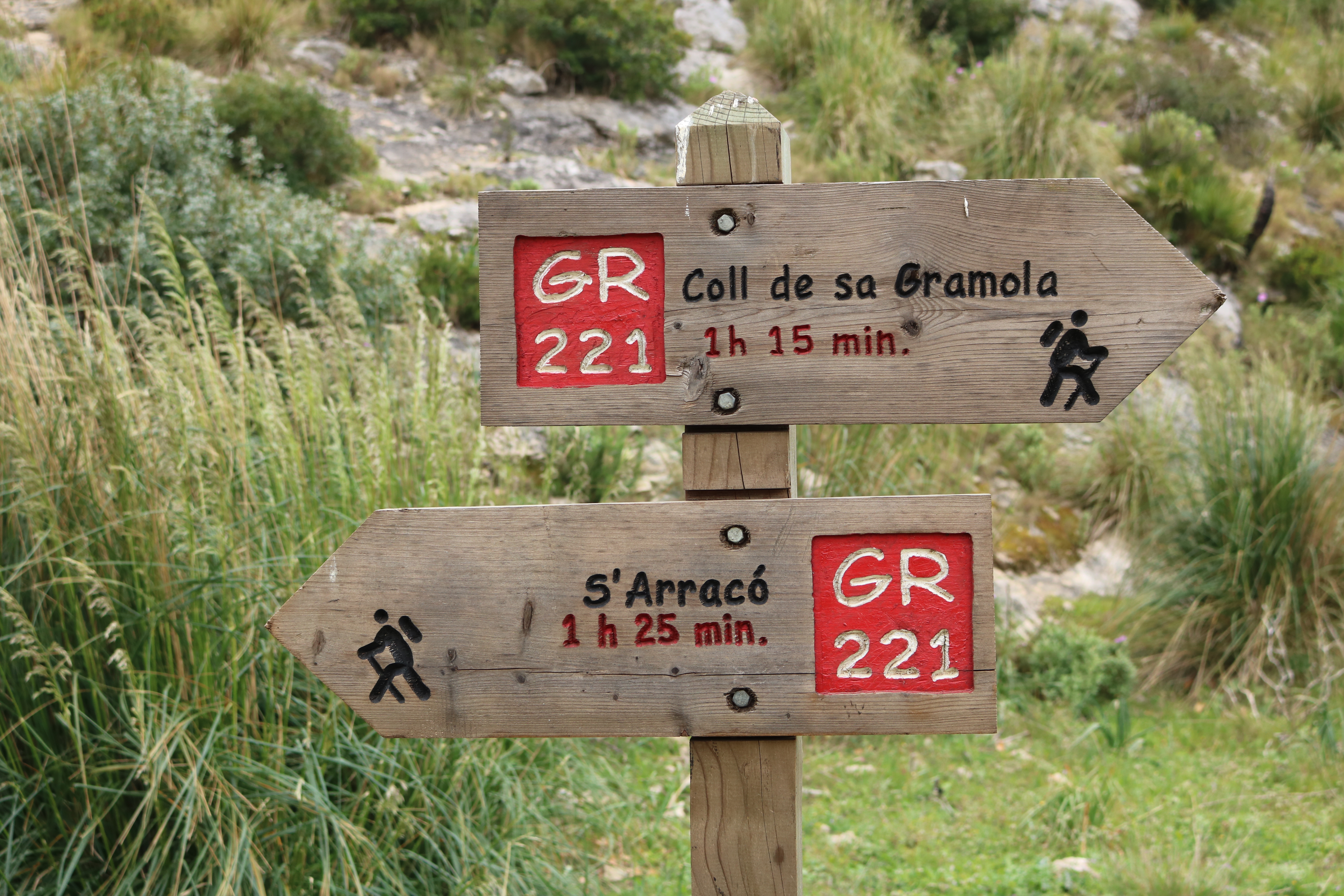
Wanderweg bei s'Arracó

Im Ort beginnt eine Variante des Fernwanderweges GR 221, der bei Ses Basses auf die Hauptroute trifft, auf der das ehemalige Trappistenkloster La Trapa bzw. Estellencs erreicht werden kann.
Vom Friedhof an der Landstraße Ma-1030 zwei Kilometer westlich vom Ortskern kann auf einem Wanderweg zum Puig d'en Farineta aufgestiegen werden. Der 324 Meter hohe Aussichtsgipfel in den südlichen Ausläufern der Serra de Tramuntana erlaubt einen weiten Rundblick über den Südwesten Mallorcas. Für den Hin- und Rückweg des nicht offiziell markierten und stellenweise felsigen Pfades sollten etwa 1½ Stunden eingeplant werden.